# Пам'ятник жінці (Міро)
«Пам'ятник» (кат. Monument) або «Пам'ятник жінці» (кат. Monument a la dona) — скульптура роботи іспанського скульптора Жуана Міро (1893–1983). Створена у 1972 році. Знаходиться у м. Пальма на о. Мальорка (Балеарські о-ви) в Іспанії. Встановлена біля стін Королівського палацу Альмудаїна та Королівського саду на площі Рейна.
Вперше скульптура була виставлена в галереї Ла-Лонжа в 1978 році, перш ніж була придбана мерією Пальми у 1980 році. Відреставрована в 1988 році, коли виникла небезпека, що голова і тіло можуть відломатися одне від одного; встановлена на теперішьньому місці за бажанням самого Міро перед його смертю у 1983 році.
Скульптура вилита з бронзи і присвячена жінці; складається з двох частин: голови та тіла. Має також іншу назву — «Яйце Міро».